# Planchonella anteridifera
Planchonella anteridifera là một loài thực vật có hoa trong họ Hồng xiêm. Loài này được (C.T.White & W.D.Francis ex Lane-Poole) H.J.Lam miêu tả khoa học đầu tiên năm 1927.